# Avenida Araguaia
Avenida Araguaia é um dos principais logradouros de Goiânia. Localizado no Centro, inicia-se na Praça Cívica e termina na Avenida Independência, num trecho de 1500 metros. Várias avenidas cruzam com ela, e o parque Mutirama também, e foi por causa de tal que parte da avenida foi interditada por obras do parque em 2011.